# 鈴木宥仁
鈴木 宥仁（すずき ゆうじん、1980年6月2日 - ）は、日本の男性、書道家。静岡県出身。

## 来歴

### 受賞
- 第30回イタリア美術賞展入選
- 第32回キューバ美術賞展入選
- 第33回スペイン美術賞展入選
- 第11回フランス国際芸術サロンカリグラフィ賞受賞